# Apostolepis arenaria
Apostolepis arenaria är en ormart som beskrevs av Rodrigues 1993. Apostolepis arenaria ingår i släktet Apostolepis och familjen snokar. Inga underarter finns listade i Catalogue of Life.
Arten förekommer i Brasilien i delstaten Bahia. Honor lägger ägg.